# Дворядник тонколистий
Дворя́дник тонколи́стий (Diplotaxis tenuifolia, рукола дика, ерука, рокет-салат, гусеничник, раука, ругола, рокка) — багаторічна рослина родини капустяних. Харчова культура, в деяких регіонах — поширений бур'ян.

## Опис
Трав'яниста напіврозеткова рослина заввишки 20–70 (зрідка до 100) см. Усі частини рослини, а надто листя, містять глікозиди, тому при пошкодженні вони виділяють запах гірчичної олії.
Корінь стрижневий. Стебла прямостоячі, голі або слабко запушені біля основи, слабко розгалужені. Листки частково зібрані в розетку, частково вкривають нижню частину стебла, сизуваті, голі, цілокраї, завдовжки 2–15 см, завширшки 1–8 см. Їх форма варіює від майже цільної з дещо нерівним краєм до непарнопірчасто-виїмчастих з лопатями, форма яких міниться у різних особин від трикутнояйцеподібної до майже лінійної.
Суцвіття — малоквіткова китиця. Квітки двостатеві, актиноморфні, жовті. Квітконіжки завдовжки 8–35 мм. Чашолистків 4, їх довжина сягає 4–7 мм. Вони голі або слабко запушені, з тоненькою білою смужкою по краю. Оцвітина складається з 4 обрененояйцеподібних, звужених у «нігтик», пелюсток, кожна завдовжки 7–15 мм, завширшки 5–8 мм. Тичинок 6, їх довжина сягає 4–8 мм, в тому числі 2,5–3 мм становить довжина жовтого пиляка. Плід — голий стручок завдовжки 2–6 см, завширшки 1,5–2,5 мм. Насінини розташовані в стручку у два ряди, вони коричневі, завдовжки 1–1,3 мм, завширшки 0,6–0,9 мм.
Число хромосом 2n = 22.

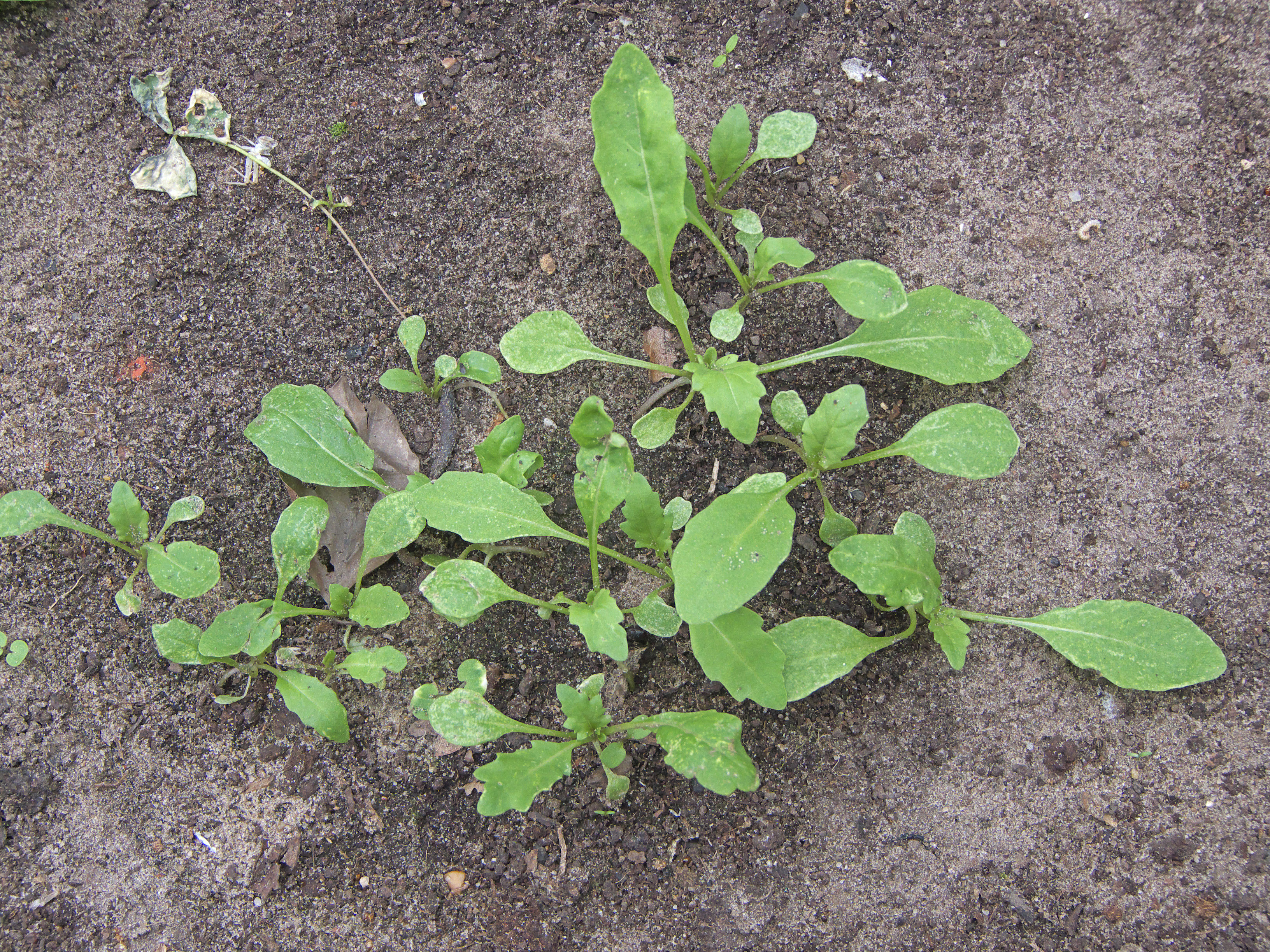
Розетка молодої рослини з майже цільним листям
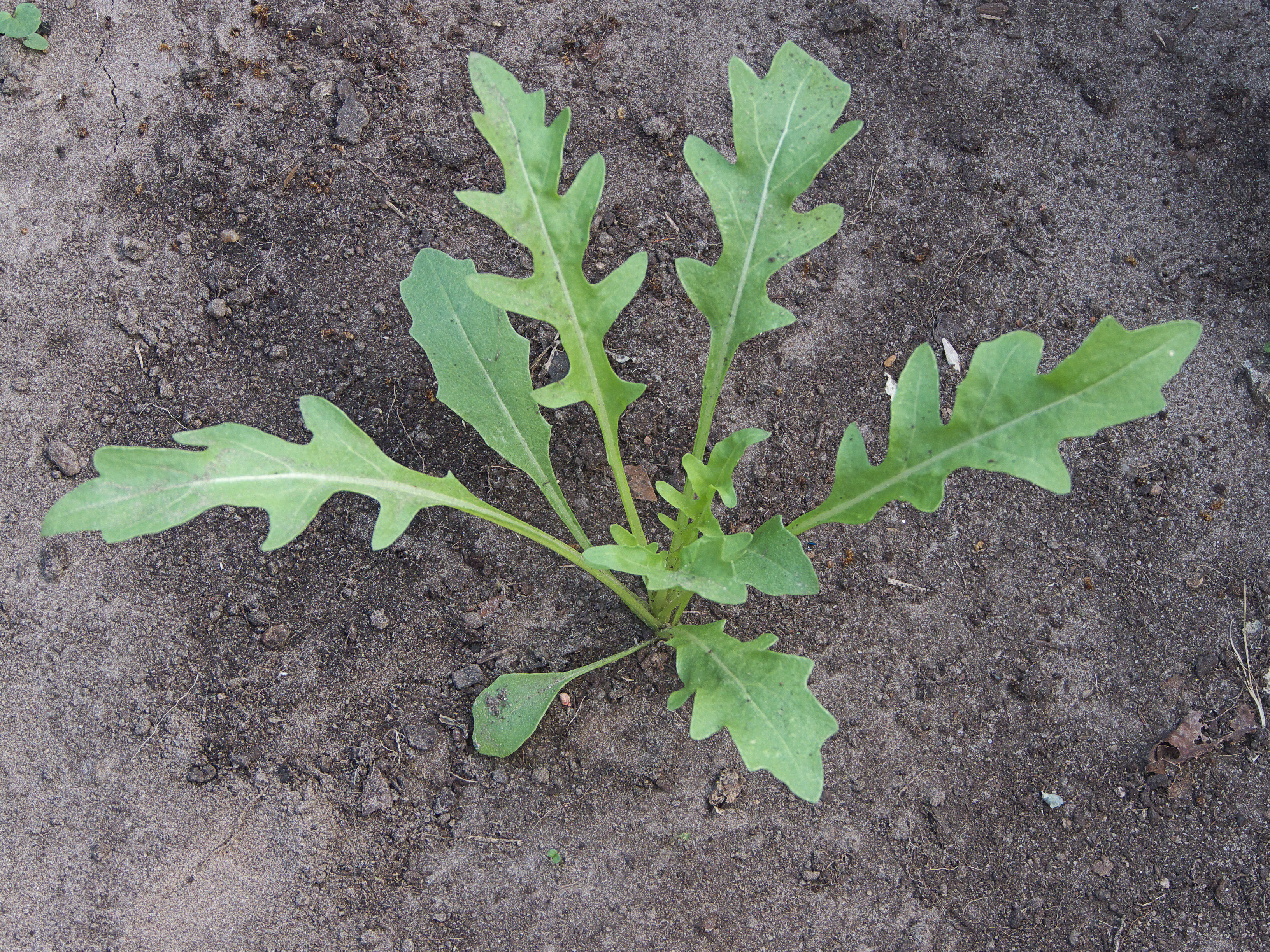
Листя виїмчасто-лопатеве
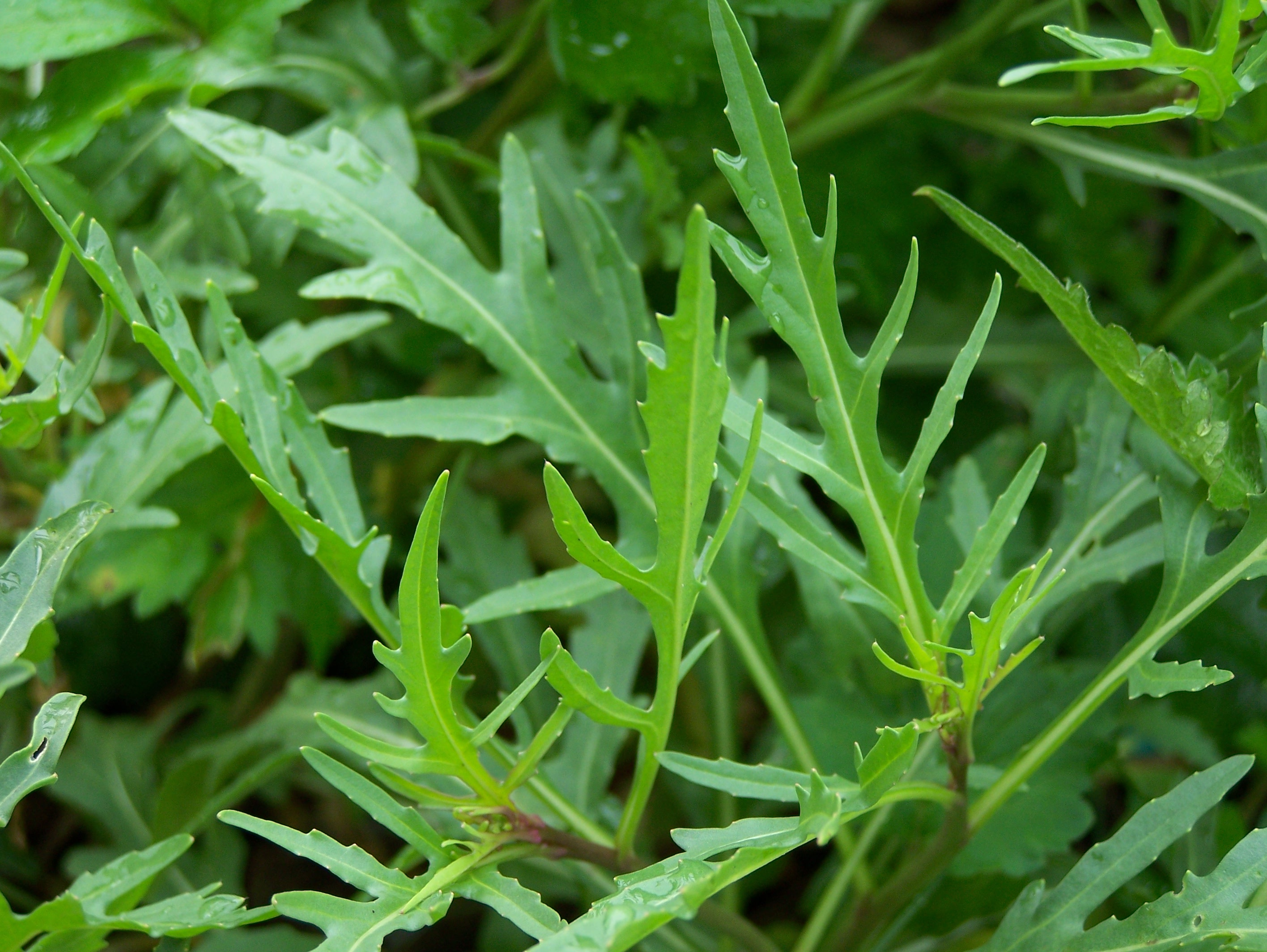
Стеблові листки
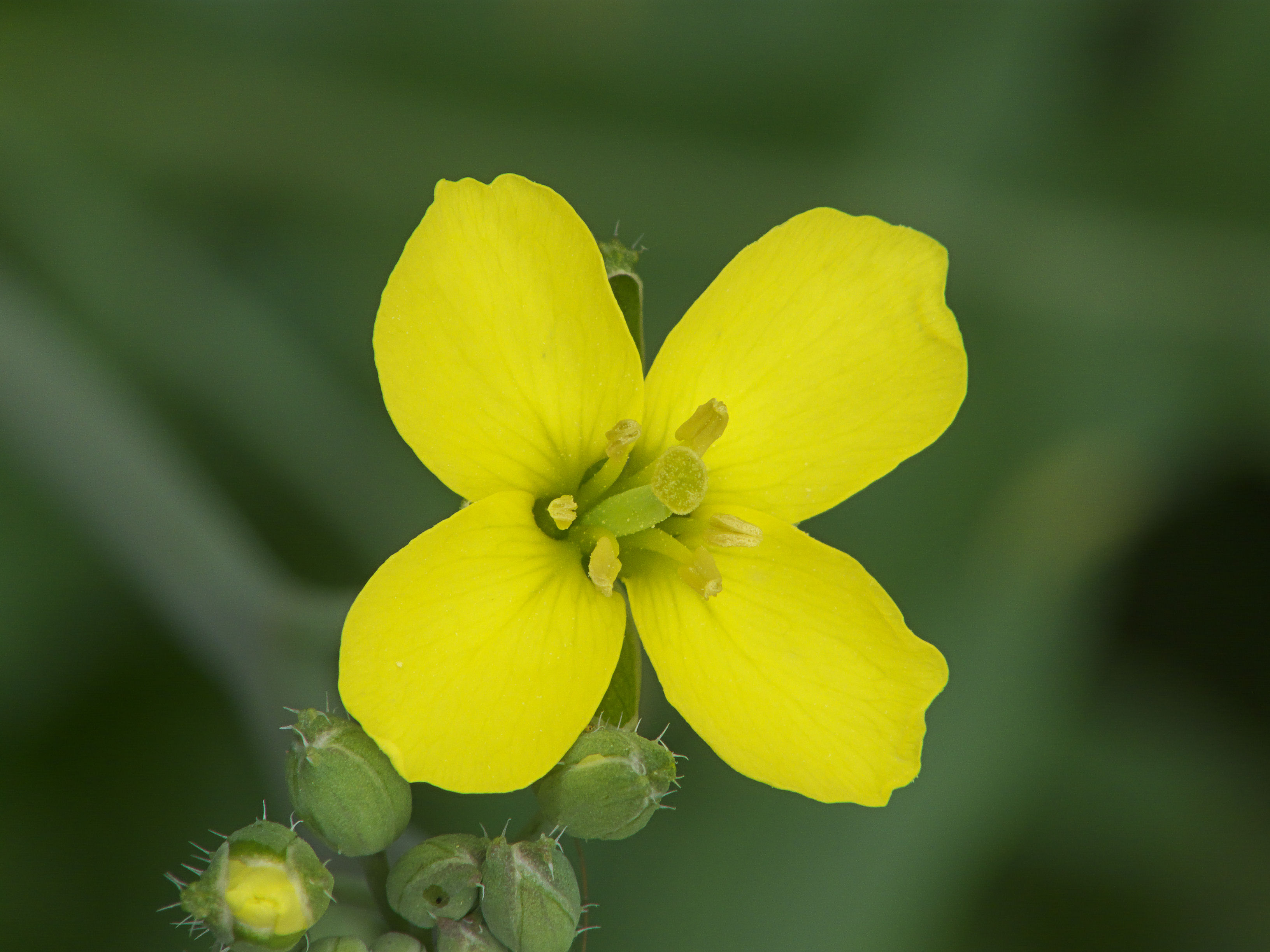
Квітка
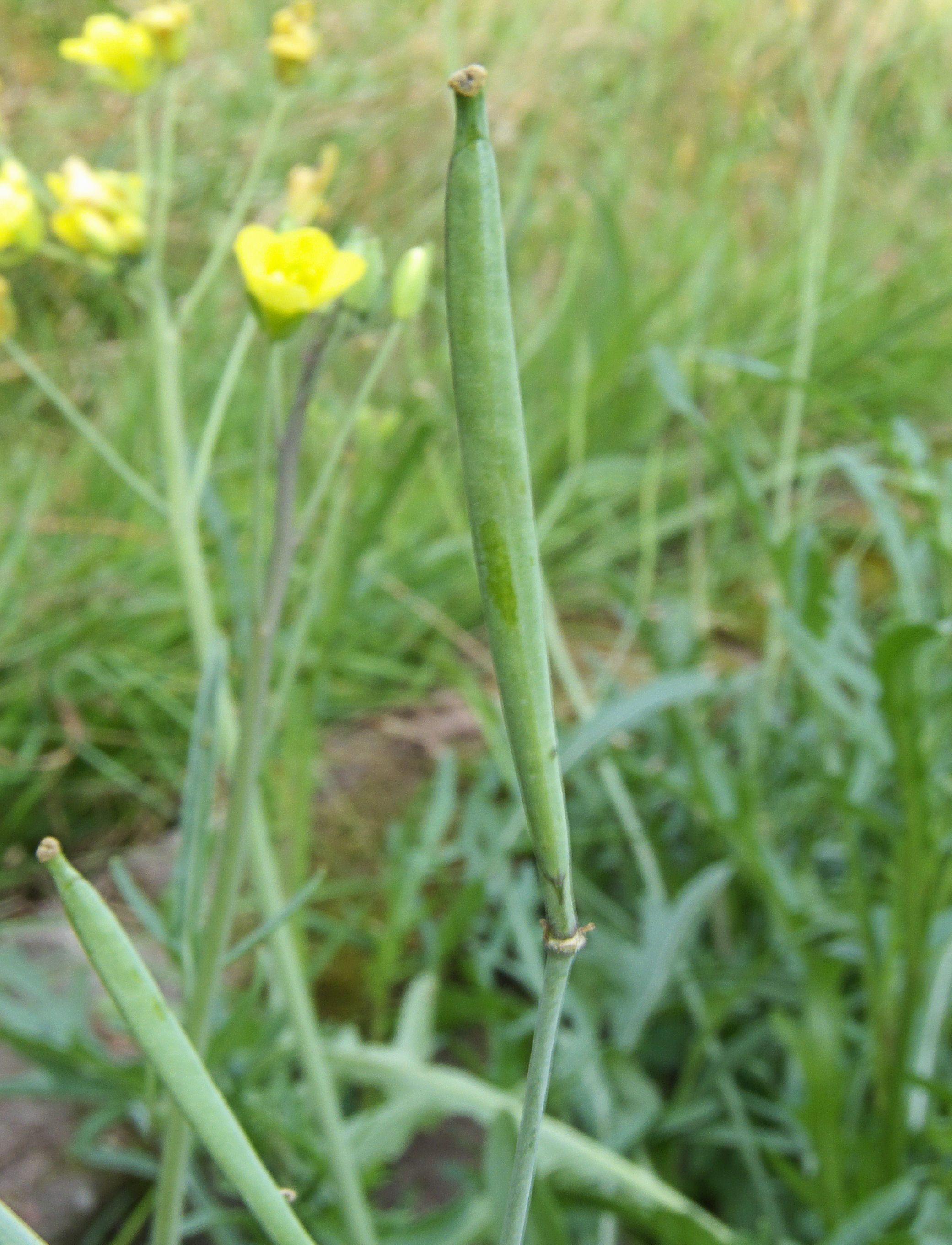
Закритий недостиглий плід
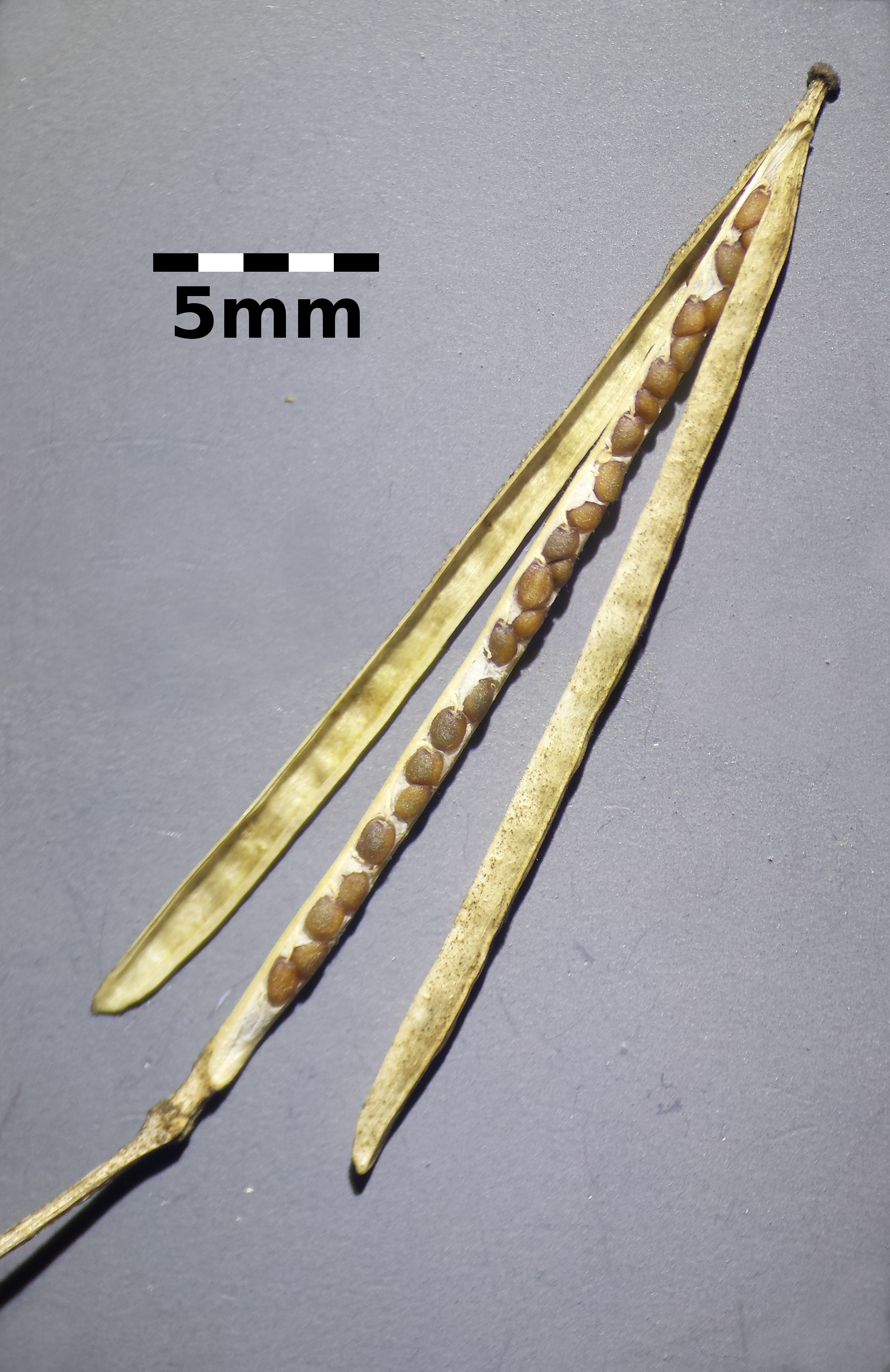
Зрілий відкритий плід
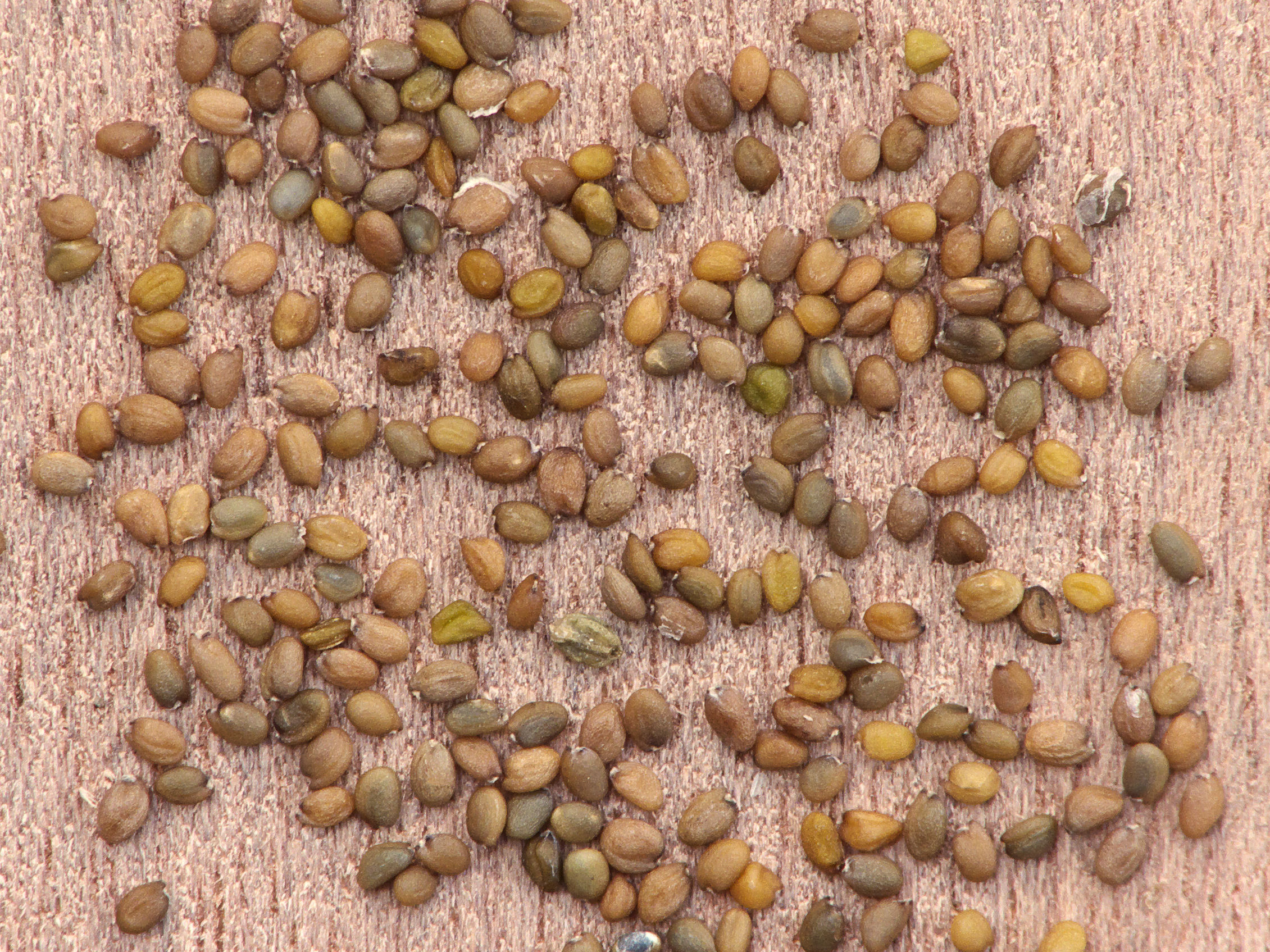
Загальний вигляд насіння
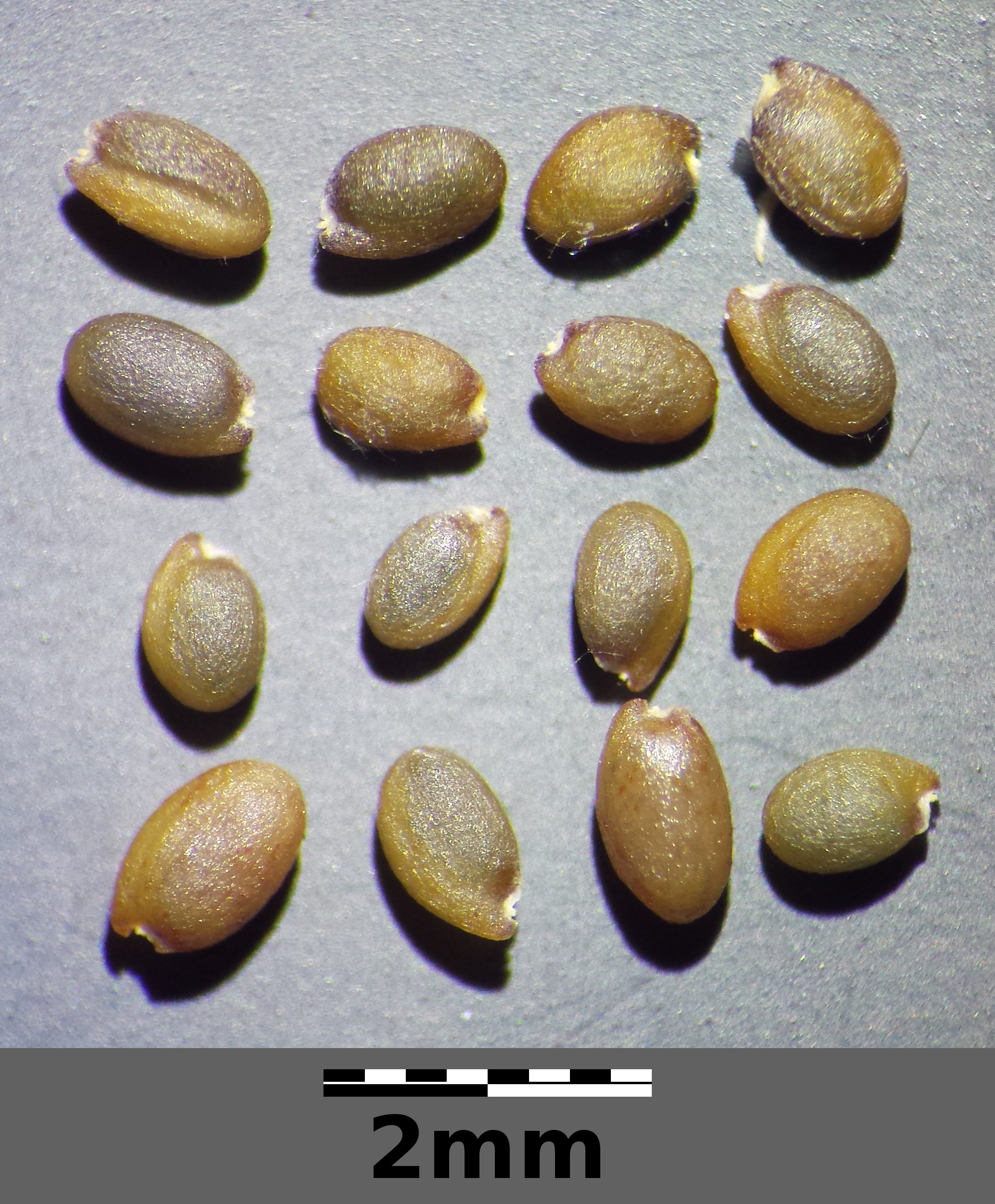
Насіння великим планом

## Екологія та поширення
Рослина посухостійка, тепло- і світлолюбна, загалом невибаглива. Зростає у відкритих, особливо рудеральних, фітоценозах: на пустирях, насипах, гірських схилах, піщаних пляжах, мулистих берегах водойм, рідше — на полях, у лісах. В горах підіймається до висоти 2100 м. Віддає перевагу добре аерованим, піщаним ґрунтам, багатим на азотисті сполуки і карбонати, також може росте на глинистих і суглинних.
Квітне з травня по вересень. Запилюється комахами, можливе самозапилення. У природі досить часто трапляється перехресне запилення з ріпаком, дворядником прутяним, причому внаслідок останнього виник новий вид — дворядник муровий. Водночас, гібридизація з ріпаком не призводить до утворення міксоплоїдних особин.
Плодоносить з червня до жовтня. Насіння поширюється при струшуванні плодів, розтріскуванні стручків тощо (автохорія). Насінини при намочуванні не ослизнюються.
Первинний ареал дворядника тонколистого охоплював Середземномор'я, але ще кілька століть тому цю рослину було занесено до усіх більш-менш теплих регіонів Європи. Зокрема, в Німеччині цей вид відомий з 1768 року, а в США його завезли у минулому сторіччі. Крім того, дворядник тонколистий інтродукований в Африці, Австралії, Аргентині.

## Застосування
Хоча дворядник тонколистий не відноситься до поширених сільськогосподарських культур, його здавна вирощують заради зеленого листя, яке додають до салатів. Рослини дуже продуктивні, тому листя можна зрізати з весни до осені. Листки містять шкідливу ерукову кислоту, але у культурних рослин її вміст низький. У торговельній мережі листя дворядника тонколистого продають під назвою «дика італійська рукола», втім, не слід плутати цю рослину зі справжньою руколою.
У середньовічному медичному трактаті «Тротула» дворядник тонколистий, приготований у вині, радили застосовувати при дизентерії (на сьогодні це шигельоз).
Поза природним ареалом ця рослина часто перетворюється на бур'ян і розглядається як характерний складник європейської техногенної флори.

## Синоніми
| - Brassica muralis Huds. - Brassica tenuifolia (L.) Fr. - Crucifera tenuifolia E.H.L.Krause - Diplotaxis fruticulosa Tod. ex Caruel - Diplotaxis ramosissima Spreng. - Diplotaxis tanaitica Schtscherb. - Diplotaxis tenuifolia var. integrifolia W.D.J.Koch - Diplotaxis tenuifolia f. integrifolia (Koch) De Langhe - Diplotaxis tenuifolia var. tenuifolia - Diplotaxis tenuifolia subsp. tenuifolia | - Diplotaxis variabilis Rochel - Eruca muralis P.Gaertn., B.Mey. & Schreb. - Eruca perennis Mill. - Eruca silvestris Garsault - Eruca tenuifolia Moench - Erysimum tenuifilium Clairv. - Sinapis tenuifolia (L.) W.T.Aiton - Sisymbrium acre Lam. - Sisymbrium tenuifolium L. |